# Мазараті В'ячеслав Григорович
В'ячеслав Григорович Мазараті (12 січня 1963, Миколаїв, УРСР) — український футбольний тренер.

## Кар'єра гравця
Займатися футболом почав у групі підготовки «Суднобудівника», потім продовжив футбольну освіту в київському спортивному інтернаті.
У 1980 році в складі юнацької збірної України став переможцем кубка «Надія», виступав у юнацькій збірній Радянського Союзу.
У 1981 році він почав свою кар'єру в складі резервної команди «Динамо» (Київ). У 1983 році захищав кольори ірпінського «Динамо», а потім повернувся до рідного Миколаєва, де виступав у складі «Суднобудівника». У 1989 році він перейшов до клубу «Маяк» (Очаків). Із 1990 році виступав за черкаське «Дніпро», у склад якого й закінчив кар'єру гравця.

## Кар'єра тренера
Після закінчення ігрової кар'єри тренував команди, які виступали в аматорському чемпіонаті України: «Кооператор» (Новий Буг) і «Ниву» (Нечаяне), а також «Каскад», який досяг успіхів на рівні чемпіонату міста Миколаєва з футболу. З 1996 року працював тренером в «СДЮШОР Миколаїв». Паралельно займався суддівством футбольних матчів, спочатку в першості міста, а потім і в чемпіонаті країни. З червня 2005 року до січня 2009 року працював тренером, а потім — головним тренером МФК «Миколаїв». Після зміни керівництва клубу знову повернувся на роботу в «СДЮШОР Миколаїв» і паралельно працював головним тренером МФК «Миколаїв-2». У квітні 2012 року Мазараті очолив миколаївську «Енергію».
У серпні 2016 року В'ячеслав Григорович очолив аматорський клуб з Миколаївської області — ФК «Врадіївка». У січні 2017 року був відправлений у відставку.